# 녹색좌파당 (튀르키예)
녹색좌파당(튀르키예어: Yeşil Sol Parti, YSP)는 2012년 11월 25일에 설립된 튀르키예의 녹색 및 좌파 자유주의 정당이다. 이 정당의 상징은 보라색 줄기가 사람의 형상을 이루는 나무, 개별 녹색 잎으로 구성된 왕관, 왕관 중앙에 사람의 머리를 이루는 노란색 태양으로 구성되어 있다. 공동 대표는 치뎀 킬리츠귄 우차르와 이브라힘 아카인이다.

## 역사
이전에 예실러당과 솔 겔레첵당(녹색좌파미래당)으로 불렸던 YSP는 2012년 11월 25일에 평등민주당과 녹색당(예실러당)의 합병을 통해 창당되었다. 이 당은 좌파 자유주의 사상을 가진 녹색당으로 스스로를 정의한다.
2014년에는 2014년 튀르키예 대통령 선거에서 셀라하틴 데미르타스를 대통령 후보로 지지했으며, 2015년 6월 의회 선거에서도 HDP를 지지했다.
2016 년 4월 2일 제 2 차 정기 당 대회에서 당명을 예실 솔 파르 티시 (YSP) 현재 당 로고는 2022 년 10월 16일 제 2 차 임시 의회에서 내린 결정에 따른 것이다. 셀라 하틴 데미르타스 나중에 인민 민주당 HDP가 금지 될 가능성이있는 경우 모든 HDP 의회 그룹 후보가 2023 년 의회 선거에서 YSP의 이름으로 출마 할 것이라고 제안했다.
2023년 3월 24일 결정에 따라 HDP, 에메 치 하레 케트 파티 (노동자 운동 당) 및 토 플럼 살 외즈 구를 뤼크 파티 (사회 자유당)는 YSP 명단에 연합하여 대통령 및 의회 선거에 출마하기로 결정했다. 이는 야당 지도자 케말 킬릭 다로 글루의 밀레 이티 파키 (민족 동맹) 연합을 강화하기 위해서이다. 따라서 YSP는 2023 년 대선의 핵심 정당으로 취급되고 있다.

## 개별 참조
1. ↑  “Tüzük” (튀르키예어). 2023년 3월 22일에 원본 문서에서 보존된 문서. 2023년 4월 5일에 확인함.
2. ↑  “Barışa ve Umuda Şans Ver! - Basın Açıklamaları :: Yeşiller ve Sol Gelecek Partisi”. 2015년 7월 15일. 2015년 7월 15일에 원본 문서에서 보존된 문서. 2023년 4월 5일에 확인함.
3. ↑  Şarkı, Fırat (2016년 4월 3일). “Partimizin 2. Olağan Konferans/Kongere'si Ankara'da Gerçekleştirildi” (튀르키예어). 2023년 3월 15일에 원본 문서에서 보존된 문서. 2023년 4월 5일에 확인함.
4. ↑  Şen, Dilek (2022년 10월 18일). “Yeşil Sol Parti'nin logosu değişti | Parti Eş Sözcüsü İbrahim Akın: "Kapatılırsa, HDP seçeneksiz değil"” (튀르키예어). 2023년 4월 5일에 확인함.
5. ↑  “Yeşil Sol Parti, HDP'nin parti üzerinden seçime girme ihtimaline nasıl bakıyor?” (튀르키예어). 2023년 3월 14일. 2023년 4월 5일에 확인함.
6. ↑  “Auch Plan-B von HDP unter Druck - Razzien gegen Mitglieder von Grüne Links Partei” (독일어). 2023년 4월 5일에 확인함.
7. ↑  Duvar, Gazete (2023년 3월 24일). “Emek ve Özgürlük İttifakı’nda tam uzlaşı sağlandı” (튀르키예어). 2023년 4월 5일에 확인함.
8. ↑  Wimmer, Christopher. “Düstere Aussichten für Erdoğan (nd-aktuell.de)” (독일어). 2023년 4월 5일에 확인함.